# Mohammed al-Chbeir
Mohammed Chbeir ou Shabir (en arabe : محمد شبير), né le 28 mars 1946 à Khan Younès (Palestine mandataire) et mort le 14 novembre 2023, est un universitaire palestinien.
En novembre 2006, il est présenté comme un possible nouveau Premier ministre dans le cadre d'un cabinet d'union nationale palestinien négocié entre le Hamas et le Fatah. L'information est démentie deux jours plus tard par Mahmoud Abbas.

## Biographie
Mohammed al-Chbeir suit des études de pharmacologie à l'université d'Alexandrie en Égypte, puis aux États-Unis, où il obtient un doctorat en micro-biologie à l'université Marshall. Il préside de 1993 à septembre 2006 l'université islamique de Gaza.
Il meurt le 14 novembre 2023, à l'âge de 77 ans, tué avec sa femme, sa belle-fille et son petit-fils par une frappe aérienne de l'armée de l'air israélienne pendant la guerre de Gaza.